# Луцьк (аеропорт)
Аеродром Луцьк-Крупа (англ. Lutsk-Krupa Airfield, Код IATA: UCK, код ICAO: UKLK) — непрацюючий аеропорт, розташований за 12 кілометрв від міста Луцьк (Україна) поблизу сіл Крупа й Лище.

## Історія
Аеропорт був заснований в 1984 році. Будівництвом опікувався 1-й секретар Волинського обкому КПУ Леонід Палажченко. 12 квітня з аеропорту було здійснено перший рейс літаком АН-2 в Рівне. В пізніший час з аеропорту літали літаки АН-24, ЯК-40, Л-410. Після добудови аеропорту було здано в експлуатацію будівлю аеровокзалу з операційною залою, касовими відділами, поштовим відділом, кімнатою відпочинку, кафе, переговорним пунктом, вантажним відділом, медпунктом та рестораном, оглядовою терасою. Пропускна здатність аеровокзалу становила 400 осіб на годину. З Луцька до аеропорту ходив рейсовий автобус №160 «Залізничний вокзал - аеропорт». З аеропорту відправляли регулярні рейси на Київ, Одесу, Сімферополь, Харків, Донецьк, Москву та ближчі населені пункти. Відбувалися перельоти і до Стамбула. 
Після розпаду Радянського Союзу в аеропорту виникли серйозні проблеми, а в 1997 році його було закрито.
Станом на 2019 територією колишнього аеропорту опікуються дві структури: ПАТ «Луцьке авіапідприємство» та ТзОВ «Грінпарк», яке в 2015-му викупило на аукціоні майно летовища. На об'єкті відновили енергопостачання, а в найближчих планах – відновлення водопостачання та інших комунікацій. В аеропорту іноді займаються луцькі аеролюбителі й зі злітної смуги запускають в небо дельтаплани, також знімають рекламу чи записують інтерв’ю.
29 травня 2020 року на території колишнього аеропорту відбувся перший в Україні автомобільний концерт. Шоу в такому форматі організував гурт Без Обмежень.